# Alexandre Barros (ator)
Alexandre de Moraes Barros Anastácio, (São Paulo, 1968), é um modelo, ator e apresentador de televisão brasileiro.

## Biografia
Nascido em São Paulo, é formado em Comunicação Social pela Universidade Paulista (UNIP) e iniciou como ator aos 11 anos de idade fazendo comerciais, estreando no cinema com o filme For All - O Trampolim da Vitória (1997). Apresentou o programa Top Music no canal E! em 2001, e em 2000 ele apresentou o Grammy Latino.
Em 2001 estreou como ator na televisão na minissérie Presença de Anita interpretando Heitor. No SBT, ele participou da novela Marisol (2002).
Em 2005 interpretou um médico na novela Belíssima. Um ano após no seriado Malhação (2006) interpretou Caio.
Em 2006 participou da novela Cidadão Brasileiro como Gustavo Gama na Rede Record. No retorno a Rede Globo integrou o elenco da novela Pé na Jaca (2007).
Na Rede Bandeirantes esteve na novela Água na Boca (2008). Dois anos após, retornou à Rede Globo e integrou os seriados S.O.S. Emergência (2010), Separação?! (2010) e novamente em Malhação (2010).
Foi o investigador policial Ricardo, ao lado da atriz Giovanna Antonelli na novela Salve Jorge (2013).
Depois de interpretar o empresário Orlando em Cúmplices de um Resgate (2015), que morreu no capítulo 20, interpretou Carlos Eduardo na novela A Regra do Jogo (2015).
Em 2016, Alexandre fez a nova temporada de Os Dez Mandamentos, interpretando Oren.

## Filmografia

### Televisão
| 1999          | Sandy & Junior                 | Viktor/Celso                                      | Rede Globo        |
| 2001          | Presença de Anita              | Heitor                                            | Rede Globo        |
| 2002          | Marisol                        | Raul Montemar                                     | SBT               |
| 2003          | Malhação                       | Dr. Pablo                                         | Rede Globo        |
| 2005          | Belíssima                      | Dr. Rui                                           | Rede Globo        |
| 2006          | Malhação                       | Caio                                              | Rede Globo        |
| 2006          | Cidadão Brasileiro             | Gustavo Gama                                      | Rede Record       |
| 2007          | Pé na Jaca                     | Átila Noscheze                                    | Rede Globo        |
| 2008          | Água na Boca                   | Alex Wagner                                       | Rede Bandeirantes |
| 2010          | S.O.S. Emergência              | Dr. Linhares                                      | Rede Globo        |
| 2010          | Malhação                       | Dr. Roberto Segadas                               | Rede Globo        |
| 2010          | Separação?!                    | William                                           | Rede Globo        |
| 2012          | Salve Jorge                    | Ricardo Motta                                     | Rede Globo        |
| 2013          | O Negócio                      | cliente do clube                                  | HBO               |
| 2014          | Marcos                         |                                                   |                   |
| 2015          | Cúmplices de um Resgate        | Orlando Junqueira                                 | SBT               |
| 2015          | A Regra do Jogo                | Carlos Eduardo                                    | Rede Globo        |
| 2015          | Mister Brau                    | Participação Especial                             | Rede Globo        |
| 2016          | Os Dez Mandamentos             | Oren                                              | Rede Record       |
| 2016          | Gigantes do Brasil             | Percival Farquhar                                 | History           |
| 2017          | Malhação: Pro Dia Nascer Feliz | Mauro                                             | Rede Globo        |
| 2018          | O Tempo Não Para               | Padre Luís                                        | Rede Globo        |
| 2022          | Todas as Garotas em Mim        | Charles Sampaio (Participação)                    | Record TV         |
| 2022-presente | Reis                           | Alon (3ª, 4ª temporada) Jeoconias (11ª temporada) | Record TV         |

| 2000 | Grammy Latino | —  |
| 2001 | Top Music     | E! |

### Cinema
| Ano  | Título                           | Papel                  |
| ---- | -------------------------------- | ---------------------- |
| 1997 | For All - O Trampolim da Vitória | Robert Collins         |
| 2004 | Em Mãos                          | —                      |
| 2018 | SP: Crônicas de uma cidade real  | Miguel                 |
| 2019 | Três Verões                      | Amigo de Edgar e Marta |
| 2022 | Primavera                        | Luciano                |

### Teatro
| Ano  | Título                                     |
| ---- | ------------------------------------------ |
| 1998 | A Mãe                                      |
| 1999 | Como Nasce o Palhaço                       |
| 1999 | A História do Amor de Romeu e Julieta      |
| 2002 | Farsa da Boa Preguiça                      |
| 2004 | Vem Buscar-me que ainda sou Teu            |
| 2006 | Gênesis dos Novos Deuses                   |
| 2006 | Pout-Pour Rir                              |
| 2012 | Festim Diabólico                           |
| 2023 | Camus e o Teólogo – Um Encontro Improvável |